# Epinephelus geoffroyi
Epinephelus geoffroyi là một loài cá biển thuộc chi Epinephelus trong họ Cá mú. Loài này được mô tả lần đầu tiên vào năm 1870. E. geoffroyi trước đây được coi là một danh pháp đồng nghĩa của Epinephelus chlorostigma, nhưng Randall và cộng sự đã công nhận nó là một loài hợp lệ vào năm 2013.

## Phân bố và môi trường sống
E. geoffroyi có phạm vi phân bố rải rác ở Tây Bắc Ấn Độ Dương. Loài này được tìm thấy ở khắp Biển Đỏ và vịnh Aden. Năm 2015, một cá thể lang thang đã được ghi nhận ở phía đông Địa Trung Hải, vốn "di cư" theo dòng kênh đào Suez. Cá trưởng thành sống xung quanh các rạn san hô và các bãi đá ngầm ở vùng đáy cát, độ sâu khoảng từ 3 đến 32 m.

## Mô tả
E. geoffroyi trưởng thành có kích thước lớn nhất là khoảng hơn 50 cm. Chúng bắt đầu trưởng thành khi đạt chiều dài khoảng 28 cm và được 3 năm tuổi; tổng chiều dài trung bình khi chuyển đổi giới tính là 48 cm. Thân thuôn dài, hình bầu dục, có màu be với các đốm tròn màu nâu đen phủ khắp đầu và thân (trừ bụng), kể cả trên các vây (đốm ở thân dưới có màu cam). Vây đuôi được bo tròn. Rìa sau của vây đuôi chứa một hàng các đốm đen. Con ngươi được bao quanh bởi một vòng viền màu vàng.
Số gai ở vây lưng: 11; Số tia vây mềm ở vây lưng: 16 - 18; Số gai ở vây hậu môn: 3; Số tia vây mềm ở vây hậu môn: 8; Số gai ở vây bụng: 1; Số tia vây mềm ở vây bụng: 5.
Thức ăn của E. geoffroyi là các loài cá nhỏ hơn, động vật thân mềm và động vật giáp xác. Chúng sống đơn độc. E. geoffroyi được đánh bắt trong nghề cá.